# Henryk (biskup kijowski)
Henryk I, niem. Heinrich von Porwalle,  łac. Henricus Episcopus Kioviensis  (zm. przed 27 września 1334 roku) –  duchowny rzymskokatolicki, dominikanin, uczestnik misji na Ruś. Od 1321 pierwszy znany łaciński ordynariusz kijowski. Organizował życie religijne w diecezji.
Był lektorem filozofii i teologii w Porwalle (Pasewalk) w diecezji kamieńskiej na Pomorzu. W 1320 wyznaczony przez biskupa lubuskiego Stefana II na biskupa kijowskiego. Biskup Stefan dotarł, aż do Kijowa, gdzie na życzenie mieszkańców ustanowił biskupem dominikanina brata Henryka.
Ostatecznie nowy biskup wyświęcony został w Awinionie 18 stycznia 1321 przez kardynała Berengera na zlecenie papieża Jana XXII.  Biskup Henryk sprawował urząd od 1321 roku.